# Поликарпов И-15
Поликарпов И-15 „Галеб“ (рус. И-15 Чайка) је био совјетски ловачки авион који је први пут полетео у октобру 1933. са В. П. Чкаловом за командама.

## Развој
Андреј Тупољев је започео пројектовање 14 ловца по реду за Совјетско ратно ваздухопловство. Нови ловац требало је да буде напредни једнокрилац. У страху да нови ловац неће на време ући у серијску производњу Тупољев је наредио развој два помоћна пројекта двокрилних ловачких авиона под ознаком И-14А и Б. Николај Поликарпов, који је у августу 1932. године пуштен из затвора добио је задатак да руководи пројектом И-14А. Када је Совјетско ратно ваздухопловство наручило оба авиона и И-14 и И-14А, Поликарповљев дизајн добио је ознаку И-15.
И-15, такође познат и по свом развојном имену ТсКБ-3 је био мали двокрилни ловац са горњним крилом типа „галеб“.
И-15 је коришћен током борби у Шпанском грађанском рату, упоредо са авионом Поликарпов И-16, и показао се као један од најбољих двокрилних ловаца свог времена.
Наш пилот Божидар Петровић је летео на И-15 у Шпанији.
Био је опремљен једним мотором М-25 снаге 515 kW (700КС). Направљено је укупно 674 примерка овог авиона.

## Варијанте
- И-15бис (И-152) – једноседни ловачки двокрилац наоружан са четири митраљеза ПВ-1 или СхКАС калибра 7.62 mm и са 150 kg бомби. И-15бис је покретао снажнији мотор М-25В снаге 570 kW (775КС).
- И-15тер (И-153) – Сличан изгледом са И-15 али са увлачећим стајним трапом.
- И-15ТК – Један авион опремљен турбокомпресорима.
- И-15ГК – Један авион опремљен кабином под притиском.
- ТсКБ-3бис – Прототип.
- ТсКБ-3тер – Прототип опремљен јачим мотором М-25В.

## Корисници
- Совјетски Савез
- Кина
- Шпанија
- Финска